# Джанкойское газовое месторождение
Джанко́йское га́зовое месторожде́ние (укр. Джанкойське газове родовище) — газовое месторождение на территории Джанкойского района Крыма. Относится к Причерноморско-Крымской нефтегазоносной области. Ближайший населённый пункт — Джанкой, 10 км.

## Характеристика
Находится в Северо-Крымской зоне Каркинитско-Северо-Крымского прогиба. Джанкойская складка, представляющая собой подвешенную брахиантиклиналь субширотного простирания в палеогеново-неогеновых образованиях, обнаружена в 1948 г. Промышленная газоносность доказана в 1962 году — в майкопских горных породах обнаружено четыре газоносных горизонта (336—525; 849—892; 627—655; 523—560 м). Продуктивны песчанисто-алевритовые породы. Коллекторы трещинно-поровые. Начальный запас газа из добываемой категории А+В+С1 — 5790 млн м³. Месторождение эксплуатируется с 1970 года. Добыто 3203 млн м³ газа (56,2 % начальных запасов).